# 白石宗實
白石 宗実（日语：しろいし むねざね、1553年（天文22年）—1599年（庆长4年）10月），日本战国时代到安土桃山时代武将。陆奥伊达氏家臣。据说头盔上装饰着「也」字。

## 生平
天文22年（1553年）出生。父亲是伊达氏家臣白石宗利。祖父宗纲曾仕于伊达晴宗。宗实从伊达辉宗的时代就加入伊达家臣团。
天正11年（1584年）跟随辉宗、政宗父子与相马氏作战。天正12年（1585年）协助主君政宗进攻叛变伊达氏的大内定纲的居城小手森城并取得战功。随后先代主公辉宗被二本松义继杀害，伊达氏与二本松氏势同水火之时，代表政宗与相马义胤成功谈和。随后的人取桥之战中也立下战功。因为这些功绩天正13年（1586年）加封定纲的旧领安达郡盐松33邑，从祖传的白石城移居宮森城主。天正16年（1589年）参加伊达氏和芦名氏争夺南奥霸权的摺上原之战并立下战功。
天正18年（1591年）主君政宗臣服丰臣秀吉，在镇压葛西大崎一揆之后移封岩出山。宗实的领地安达郡被没收，改封胆泽郡水泽城（15,000石）。
文禄2年（1593年）参加丰臣氏的文禄・庆长之役，渡海登陸朝鲜。庆长4年（1599年）从朝鲜归国之后在山城国伏见去世。享年47（一说55）。
宗实没有儿子，女婿梁川宗直（梁川宗清长男）继承了白石氏家督。